# Märkband (textil)
Märkband är de band man använder för att märka till exempel kläder eller textilier med i syfte att identifiera antingen ägaren till kläderna eller person/firma som tillverkat produkten.